# Pierre Ismaël Bidoung Kpwatt
Pierre Ismaël Bidoung Mkpatt ou Pierre Ismaël Bidoung Kpwatt, né le 16 novembre 1953 à Nanga Eboko, est un homme politique camerounais. Il est ministre des Sports et de l’Éducation physique dans le gouvernement Philémon Yang.
Le 4 janvier 2019, il est nommé par décret présidentiel du chef de l'État Paul Biya, ministre des Arts et de la Culture dans le gouvernement Joseph Dion Ngute.

## Biographie
Pierre Ismaël Bidoung Mkpatt est né le 16 novembre 1953 à Nanga Eboko, une localité située dans la région du Centre du Cameroun. Il est dramaturge politique. Il est universitaire, éducateur et animateur social. Il exerce la fonction de directeur de l'Institut National de la Jeunesse et du Sport (INJS) avant d'être ministre.

## Politique
Ministre de la Jeunesse et des Sports, puis ministre de la Jeunesse et de l'Éducation civique de 2011 à 2015, il est nommé ministre des Sports et de l'Éducation physique le 2 octobre 2015. Il a été nommé dans le nouveau gouvernement de 2019 au poste de Ministre des Arts et de la Culture. Il est membre du Rassemblement  Démocratique du Peuple Camerounais (RDPC), le parti au pouvoir. Dans le parti, il exerce la fonction de chargé de relation avec les femmes (OFRDPC) et les jeunes (OJRDPC) du RDPC.

## #BidoungChallenge
En 2016, son salut courbé devant le président Biya lors de la présentation de l'équipe du Cameroun féminine de football lui vaut d'être moqué pour son extrême révérence. La posture sera ainsi reprise par les joueurs de l'équipe du Cameroun de football devant le président après leur victoire à la CAN 2017.